# مطار تشانغجياجيه هيهوا
مطار خه هوا تشانغجياجيه (بالإنجليزية: Zhangjiajie Hehua Airport)‏ (إياتا: DYG، إيكاو: ZGDY) يقع في مدينة تشانغجياجيه في جمهورية الصين الشعبية. صنف مطار خه هوا تشانغجياجيه في المرتبة الثانية والخمسون في الصين من حيث عدد الركاب عام 2011 وفقًا لإدارة الطيران المدني في الصين، حيث تعامل مع 1,148,396 راكب، وبلغ إجمالي حركة الطائرات (القادمة والمغادرة) 9,381 طائرة وقد بلغت كمية البضائع المنقولة عبر المطار 2,076 طن.

## شركات الطيران والوجهات
| شركـات طيـران            | الوجهات |
| ------------------------ | --- |
| Air Busan                | Busan |
| طيران الصين              | مطار بكين العاصمة الدولي، مطار بكين داشينغ الدولي، مطار جينغديو الجديد |
| Air Guilin               | مطار هايكو ميلان الدولي، مطار جينان الدولي، مطار شيجياتشوانغ تشنغدينغ الدولي، مطار سوزهو جوانين                                                                             |
| Air Seoul                | مطار إنتشون الدولي |
| Air Travel               | مطار تشانغشا هوانغوا الدولي |
| خطوط العاصمة بكين الجوية | مطار شيان شيانيانغ الدولي |
| Chengdu Airlines         | مطار جينغديو الجديد، Dazhou، مطار نانينغ الدولي، مطار يويانغ |
| خطوط شرق الصين الجوية    | مطار تشانغتشو بيننو، مطار اوردوس إيجين هورو، مطار شانغهاي بودنغ الدولي، مطار شيان شيانيانغ الدولي                                                                           |
| خطوط جنوب الصين الجوية   | مطار قوانغتشو باييون الدولي، مطار هوهوت بايتا الدولي، مطار جييانغ شاوشان، مطار نانينغ الدولي، مطار نانيانغ يانتشنغ                                                          |
| Jeju Air                 | Busan |
| خطوط جونياو الجوية       | مطار هانغتشو شياوشان الدولي، مطار هويزهو، مطار كونمينغ جانغشوي الدولي، مطار نانجينغ الدولي، مطار شانغهاي بودنغ الدولي، مطار تاييوان وسو الدولي، مطار ونزهو يونجقيانج الدولي |
| خطوط طيران أوكاي         | مطار نانينغ الدولي، مطار تيانجين الدولي |
| Qingdao Airlines         | مطار نوي باي الدولي، مطار نانتشانغ تشانغبى الدولي، مطار غينغادو جياودونغ الدولي، مطار جينجيانغ تشيوانتشو                                                                    |
| خطوط شاندونغ الجوية      | مطار نانجينغ الدولي |
| خطوط شانغهاي الجوية      | مطار شانغهاي بودنغ الدولي |
| خطوط سيتشوان الجوية      | مطار جينغديو الجديد، Cheongju، Daegu، Muan، مطار نانجينغ الدولي، مطار تيانجين الدولي، مطار شيان شيانيانغ الدولي                                                             |
| سبرينغ (شركة طيران)      | مطار شانغهاي بودنغ الدولي، مطار شيجياتشوانغ تشنغدينغ الدولي، مطار يانغزهو تايزهو                                                                                            |
| T'way Air                | Daegu |
| خطوط زيامن الجوية        | مطار فوتشو تشانغله الدولي |